# Пуэрто-риканский испанский
Пуэрто-риканский испанский (исп. El español puertorriqueño; boricua; борикуа) — языковой вариант испанского языка, распространённый в Пуэрто-Рико, а также в пуэрто-риканской диаспоре континентальных регионов США. Общее число говорящих включает 4 млн (первый и родной язык) и ещё до 5 миллионов в диаспоре (наиболее значительной в штатах Нью-Йорк и Флорида). Относится к типично карибской разновидности: наибольшее влияние на него оказали канарский и андалузский диалекты Испании.

## История
Испанский язык получил распространение в Пуэрто-Рико с начала XVI века, вытеснив таино. В 1898 году остров перешёл по контроль США. Несмотря на попытки вытеснить испанский язык английским, испанский фактически остаётся единственным родным языком практически всего населения острова, хотя английский также изучается в школах и является вторым официальным языком. Американский английский продолжает оказывать на испанский язык острова сильное влияние в плане лексики, которое, впрочем, несколько сдерживается удалённостью и географической изоляцией острова. К типичным англицизмам молодёжного жаргона борикуа относятся глаголы типа «particear», образованный на основе английского глагола «(to) party» +протеза «c» + исп. окончание инфинитива. «ear» (которому в стандартной речи соответствует выражение «festejar», то есть «проводить время на вечеринке»).

## Лексика и фонетика
Помимо англицизмов, регистрируются и собственно пуэрто-риканские инновации в фонетике: к ним относится переход конечного и конечнослогового r > l: ayer > ayel (вчера); importar > impoltal (иметь значение); verdad > veldad (правда), который распространился так широко, что фактически не подвергается стигматизации. В целом, пуэрто-риканский вариант относится к типично карибской разновидности языка, разделяя многие фонетические черты и лексикон с кубинским, доминиканским и венесуэльским вариантами: -s в подвергается аспирации (дебуккализация) или выпадает, конечная -d теряется (cantado > cantao), гласные подвергаются сильной назализации перед -n и -m. В лексике характерна своеобразная частотность выборки корней по сравнению с общеиспанской. Так, mahones (джинсы) употребляется чаще, чем более распространённое в других странах vaqueros, а guineos — чаще, чем bananas (бананы).